# Nuculana dohrni
Nuculana dohrni is een tweekleppigensoort uit de familie van de Nuculanidae. De wetenschappelijke naam van de soort is voor het eerst geldig gepubliceerd in 1861 door Hanley.